# Az ellenség támogatása
Az ellenség támogatása a magyar Büntető Törvénykönyvben az állam elleni bűncselekmények között szereplő bűncselekmények egyike.

## Története
Az 1978. évi IV. törvény 146. § (1) bekezdése az 1989: XVI. törvény 1. §-a, a 2009: LXXX. törvény 56. § (4) bekezdésének e) pontja, a 2011: CL. törvény 20. § b) pontja szerint módosult.  A  146. § (1) és (2) bek. végleges szövegét szó szerint átvette a 2012. évi C. törvény.

## A hatályos Btk-ban
A 2012. évi C. törvény (Btk.) az ellenség támogatása törvényi tényállását az alábbiakban határozza meg:
Aki háború idején Magyarország katonai erejének gyengítése céljából az ellenséggel érintkezésbe bocsátkozik, annak segítséget nyújt vagy a saját, illetve a szövetséges fegyveres erőnek hátrányt okoz, bűntett miatt 10 évtől 20 évig terjedő vagy életfogytig tartó szabadságvesztéssel büntetendő.
Aki az ellenség támogatására irányuló előkészületet követ el, 2 évtől 8 évig terjedő szabadságvesztéssel büntetendő.